# Bundesmeisterschaft des DFuCB 1895/96
Die Bundesmeisterschaft des DFuCB 1895/96 war die fünfte unter dem Deutschen Fußball- und Cricket Bund (DFuCB) ausgetragene Bundesmeisterschaft. Es war in dieser Spielzeit neben der Meisterschaft des Hamburg-Altonaer Fußball-Bundes die einzige von einem Verband ausgetragene Fußballmeisterschaft in Deutschland. Die Meisterschaft wurde in dieser Saison in zwei Klassen mit 16 Teilnehmern ausgespielt.
Der BTuFC Viktoria 1889 setzte sich mit sechs Punkten Vorsprung vor dem BFC Germania 1888 durch und wurde zum vierten Mal hintereinander Fußballmeister des DFuCB. Eine landesweit ausgespielte deutsche Fußballmeisterschaft gab es noch nicht.

## Fußball

### Erste Classe
| Pl. | Verein                            | Sp. | S  | U | N  | Tore    | Quote | Punkte |
| --- | --------------------------------- | --- | -- | - | -- | ------- | ----- | ------ |
| 1.  | BTuFC Viktoria 1889 (M)           | 14  | 13 | 0 | 1  | 044:600 | 7,33  | 26:20  |
| 2.  | BFC Germania 1888                 | 14  | 10 | 0 | 4  | 028:150 | 1,87  | 20:80  |
| 3.  | BFC Vorwärts 1890                 | 14  | 7  | 3 | 4  | 027:220 | 1,23  | 17:11  |
| 4.  | BFC Stern 1889                    | 14  | 8  | 1 | 5  | 032:290 | 1,10  | 17:11  |
| 5.  | BTuFC Columbia 1891 Adlershof (N) | 14  | 8  | 1 | 5  | 014:260 | 0,54  | 17:11  |
| 6.  | BTuFC Allemannia 1890             | 14  | 5  | 1 | 8  | 009:250 | 0,36  | 11:17  |
| 7.  | BTuFC Normannia 1892 (N)          | 14  | 2  | 0 | 12 | 000:270 | 0,00  | 04:24  |
| 8.  | Berliner CC 1883                  | 14  | 0  | 0 | 14 | 000:400 | 0,00  | 0:28   |

Viktoria: Malmquist – Kugler, P. Laube – K. Friese, Wünsch, Horn – Kralle, O. Baudach, H. Obst, F. Baudach, F. Bobe.
| (M) | Titelverteidiger |
| (N) | Aufsteiger       |

### Zweite Classe
| Pl. | Verein                          | Sp. | S  | U | N  | Tore    | Quote | Punkte |
| --- | ------------------------------- | --- | -- | - | -- | ------- | ----- | ------ |
| 1.  | BFuCC Eintracht 1891            | 14  | 13 | 0 | 1  | 031:500 | 6,20  | 26:20  |
| 2.  | BFC Hertha 1892                 | 14  | 11 | 0 | 3  | 017:110 | 1,55  | 22:60  |
| 3.  | BTuFC Toscana                   | 14  | 9  | 0 | 5  | 014:130 | 1,08  | 18:10  |
| 4.  | BSC Berolina 1885               | 14  | 8  | 2 | 4  | 009:190 | 0,47  | 18:10  |
| 5.  | BTuFC Deutschland               | 14  | 5  | 1 | 8  | 006:210 | 0,29  | 11:17  |
| 6.  | Verein Sport-Excelsior Berlin A | 14  | 3  | 1 | 10 | 007:400 | 1,75  | 07:21  |
| 7.  | BFC Arminia A                   | 14  | 1  | 0 | 13 | 000:110 | 0,00  | 02:26  |
| 8.  | BSC Nord-West B                 | 14  | 0  | 0 | 14 | 000:000 | 1,00  | 0:28   |

## Cricket
Die Meisterschaft gewann der BTuFC Viktoria 1889. Weitere Angaben sind nicht überliefert.